# Адельсон-Вельский, Георгий Максимович
Гео́ргий Макси́мович Адельсон-Вельский (8 января 1922, Самара — 26 апреля 2014, Гиватаим) — советский математик, учёный в области информатики.

## Биография
Окончил механико-математический факультет МГУ и аспирантуру там же (1948), ученик И. М. Гельфанда, посещал междисциплинарный семинар Гельфанда. Профессор, доктор технических наук , тема диссертации «Метод структурных графов для задач дискретной оптимизации», тема кандидатской диссертации «Спектральный анализ кольца граничных линейных операторов». По распределению преподавал в ХабИИЖТе. Через три года вернулся в Москву.
Публично выступил в защиту математика А. С. Есенина-Вольпина.
Вместе с Евгением Ландисом в 1962 году изобрёл структуру данных, получившую название АВЛ-дерево.
С 1957 года занимался проблемами искусственного интеллекта, в 1965 году руководил разработкой компьютерной шахматной программы в Институте теоретической и экспериментальной физики, которая победила американскую программу Kotok-McCarthy на первом шахматном матче между компьютерными программами; впоследствии на её основе была создана программа «Каисса», в 1974 году ставшая первым компьютерным чемпионом мира по шахматам на чемпионате в Стокгольме. С 1968 по 1977 работал в Институте проблем управления Академии наук СССР, а с 1977 в Институте системных исследований Академии наук СССР.
Последние годы проживал в израильском городе Ашдод, работал в университете Бар-Илан.

## Семья
- Отец — Максим Григорьевич Адельсон (партийный псевдоним Вельский, 1889, Спорово — 1979), сотрудник наркомата рабоче-крестьянской инспекции РСФСР, с 1918 года был первым редактором газеты «Коммуна» — органа Самарского губкома РКП(б), губревкома и горисполкома[6][7][8].
- Жена — Алла Семёновна Романова[9].
  - Дочь — Галина Георгиевна Вельская (род. 1949), режиссер, педагог
  - Дочь — Мария Георгиевна Адельсон-Вельская (род. 1957), музыкант.